# Yaylatepe
Yaylatepe ist ein Dorf im Landkreis Ömerli der türkischen Provinz Mardin. Yaylatepe liegt etwa 25 km nordöstlich der Provinzhauptstadt Mardin und 7 km nordöstlich von Ömerli. Yaylatepe hatte laut der letzten Volkszählung 215 Einwohner (Stand Ende Dezember 2009).